# Megachile abluta
Megachile abluta är en biart som beskrevs av Cockerell 1911. Megachile abluta ingår i släktet tapetserarbin, och familjen buksamlarbin. Inga underarter finns listade i Catalogue of Life.